# Комарек, Константин
Константин Комарек (нем. Konstantin Komarek; род. 8 ноября 1992, Вена, Австрия) — австрийский хоккеист, центральный нападающий. Игрок сборной Австрии и шведского клуба «Лулео».

## Карьера
В элитной шведской лиге Константин Комарек дебютировал в сезоне 2010/11 за клуб «Лулео». За молодёжные сборные Австрии играл на юниорских и молодёжных первенствах мира. Комарек попал в расширенный список игроков для драфта НХЛ 2011, среди европейских хоккеистов стал 55 по данным скаутского бюро НХЛ. В апреле 2011 года продлил контракт с «Лулео» на один год. В 2012 году перешёл в зальцбургский «Ред Булл».
1. ↑  https://www.iihf.com/en/events/2017/wmia/teams/roster/45650/austria/ — Международная федерация хоккея на льду.
2. ↑  https://www.iihf.com/en/events/2018/wm/teams/roster/1597/ — Международная федерация хоккея на льду.